# François Alexandre Grosjean
Pour les articles homonymes, voir Grosjean.
François Alexandre Grosjean, né le 14 avril 1747 à Saint-Mihiel (Meuse), mort le 21 octobre 1823 à Saint-Mihiel (Meuse), est un militaire français de la Révolution et de l’Empire.

## États de service
Il entre en service le 16 avril 1766, dans le régiment de Chabot-dragons devenue le 3e régiment de chasseurs à cheval le 1er janvier 1791. Il est nommé brigadier le 16 septembre 1770, maréchal des logis le 11 juin 1773, et adjudant-sous-officier le 28 août 1784.
Il fait les campagnes de 1792 à 1793 à l’armée du nord, et il est nommé chevalier de Saint-Louis le 23 mai 1792. Il devient lieutenant le 10 mai 1793, et le 7 avril suivant, il reçoit son brevet de capitaine. Il est promu chef d’escadron le 15 novembre 1793, à l’armée du Rhin, et le 18 octobre 1795, près de Ehrenbreitstein, il taille en pièces le régiment de hussards autrichiens de Kaiser.
Le 18 juin 1796, lors du passage du pont de Neuwied, il soutient pendant une demi-heure, avec la plus rare intrépidité, le feu de 7 pièces de canons. Sa bonne contenance permet à l’infanterie qui se déployait, de prendre position sur la rive droite du Rhin. Le 29 août 1796, il culbute en avant de Berg-Eberbach, avec 2 escadrons seulement, la cavalerie ennemie qui est sur le point de prendre l’artillerie française, au moment où celle-ci va s’établir pour commencer son feu. Ce beau fait d’armes, lui vaut le grade de chef de brigade au 3e régiment de chasseurs à cheval, sur le champ de bataille.
Participant à toutes les campagnes de l’an V à l’an IX, il est fait chevalier de la Légion d’honneur le 11 décembre 1803, et officier de l’ordre le 14 juin 1804. En 1805, il fait la campagne d'Autriche, au sein de la division de cavalerie du général d’Espagne à la Grande Armée, et il est admis à la retraite le 17 juillet 1806.
Le 11 mai 1808, l’Empereur l’autorise à exercer l’emploi de chef d’équitation des troupes à cheval dans le royaume d’Italie, et il rentre en France à la paix de 1814, pour y jouir de sa pension de retraite.
Il meurt le 21 octobre 1823 à Saint-Mihiel.

## Sources
- A. Lievyns, Jean Maurice Verdot, Pierre Bégat, Fastes de la Légion-d'honneur, biographie de tous les décorés accompagnée de l'histoire législative et réglementaire de l'ordre, Tome 3, Bureau de l’administration, 1844, 529 p. (lire en ligne), p. 195.
- « Cote LH/1208/17 », base Léonore, ministère français de la Culture
- Léon Hennet, Etat militaire de France pour l’année 1793, Siège de la société, Paris, 1903, p. 269.
- Henri Choppin, Un inspecteur général de cavalerie sous le directoire et le consulat: Le général de division Kellermann (ans VII-XI), Berger-Levrault, 1898, p. 11.
- Charles Théodore Beauvais et Vincent Parisot, Victoires, conquêtes, revers et guerres civiles des Français, depuis les Gaulois jusqu’en 1792, tome 25, C.L.F Panckoucke, janvier 1821, 394 p. (lire en ligne), p. 379.